# Football Club Struga Trim-Lum
Maillots
Le Football Club Struga Trim-Lum (en macédonien : Фудбалски клуб Струга Трим-Лум), plus couramment abrégé en Struga Trim-Lum, est un club macédonien de football fondé en 2015 et basé dans la ville de Struga dans le sud-ouest du pays.

## Historique
- 2015 : fondation du club sous le nom FC Struga
- 2019 : Promotion en première division de Macédoine du Nord pour la première fois de son histoire
- 2021 : première participation à une coupe d'Europe
- 2023 : Premier titre de champion de Macédoine du Nord

## Histoire

### Fondation et débuts
Le club est fondé en août 2015 par l'entreprise bien connue dans le domaine de la construction et de l'immobilier "Trim & Lum", d'où le nom FC Struga Trim & Lum.
Le club jouera sa première saison en quatrième division macédonienne et sera directement promu avec 55 points.

### Promotion en seconde puis en première division
En 2016-2017, le club termine premier de troisième division et est promu en Deuxième Division. La saison 2017-2018 sera plus compliqué pour le club qui finira 4ème mais l'année suivante sera la bonne pour le FC Struga qui terminera premier et sera enfin promu en première division.

### Première division et Coupe d'Europe
Après la troisième place acquise en 2020-2021, le club est qualifié pour le premier tour de Ligue Europa Conférence 2021-2022 ou il jouera contre le FK Liepāja. Après un match nul 1-1 au match aller, le club est defait 4-1 à domicile et est donc éliminé.

### Premier titre et première épopée européenne
Le club remporte le Championnat de Macédoine lors de sa quatrième saison en première division avec 68 points ce qui le qualifie pour la Ligue des champions de l'UEFA 2023-2024.Dans cette compétition le club sera directement éliminé par le Žalgiris Vilnius et donc reversé en Ligue Europa Conférence ou Struga éliminera le Budućnost Podgorica et le FC Swift Hesperange avant de perdre en barrages contre le Breiðablik Kópavogur.

## Bilan sportif

### Palmarès
- Championnat de Macédoine du Nord
  - Champion : 2023 et 2024
- Coupe de Macédoine du Nord
  - Finaliste : 2023 et 2025.

### Bilan européen
Note : dans les résultats ci-dessous, le score du club est toujours donné en premier
| Saison    | Compétition             | Tour             | Club                 | Domicile | Extérieur | Total |
| --------- | ----------------------- | ---------------- | -------------------- | -------- | --------- | ----- |
| 2021-2022 | Ligue Europa Conférence | Premier tour Q   | FK Liepāja           | 1 - 4    | 1 - 1     | 2 - 5 |
| 2023-2024 | Ligue des champions     | Premier tour Q   | Žalgiris Vilnius     | 1 - 2    | 0 - 0     | 1 - 2 |
| 2023-2024 | Ligue Europa Conférence | Deuxième tour Q  | Budućnost Podgorica  | 1 - 0    | 4 - 3     | 5 - 3 |
| 2023-2024 | Ligue Europa Conférence | Troisième tour Q | Swift Hesperange     | 3 - 1    | 1 - 2     | 4 - 3 |
| 2023-2024 | Ligue Europa Conférence | Barrages Q       | Breiðablik Kópavogur | 0 - 1    | 0 - 1     | 0 - 2 |
| 2024-2025 | Ligue des champions     | Premier tour Q   | Slovan Bratislava    | 1 - 2    | 2 - 4     | 3 - 6 |
| 2024-2025 | Ligue Conférence        | Deuxième tour Q  | FC Pyunik            | 2 - 1    | 1 - 3     | 3 - 4 |

Légende
- Victoire ou qualification pour le tour suivant
- Match nul
- Défaite ou élimination de la compétition

### Entraineurs
Srgjan Zaharievsk (2021 et 2023)
 Meriton Gega (2023)
 Shpëtim Duro (2024 - )